# GLFW
GLFW (GL Frame Work) est une bibliothèque offrant un jeu de routines pour la gestion des fenêtres OpenGL, proposée en alternative à GLUT.